# Thorsten Margis
Thorsten Margis (* 14. August 1989 in Bad Honnef) ist ein deutscher Bobsportler, der als Anschieber im Zweierbob und Viererbob aktiv ist.

## Leben
Margis war zunächst in der Leichtathletik als Zehnkämpfer aktiv, bevor er sich 2011 dem Bobsport zuwandte und zunächst für den BSR Rennsteig Oberhof und Pilot Oliver Harraß fuhr. Sein größter Erfolg im Zehnkampf war der 4. Platz bei der U20-Weltmeisterschaft im polnischen Bydgoszcz 2008. Die höchste Punktzahl erreichte Margis 2011 beim Erdgas Meeting in Ratingen mit 7707 Punkten.
Im Viererbob startete er 2013 im Team von Pilot Thomas Florschütz in seinem ersten Weltcup in Altenberg und nahm im Team von Francesco Friedrich als amtierende Juniorenweltmeister an der Weltmeisterschaft 2013 in St. Moritz teil. Hier belegte er mit der Mannschaft Deutschland II den vierten Platz und im Vierer den 13. Platz.
2013/2014 gehörte er als Anschieber von Anfang der Saison an zum Team von Francesco Friedrich und holte zusammen mit Alexander Mann und Gregor Bermbach bei der Europameisterschaft in Königssee die Bronzemedaille im Viererbob. Margis gehörte zum deutschen Team bei den Olympischen Winterspielen 2014 in Sotschi: Hier gelang dem Viererbobteam Francesco Friedrich, Gregor Bermbach, Jannis Bäcker und Thorsten Margis jedoch nur der zehnte Platz.
Eine Bronzemedaille gewann das Team von Francesco Friedrich bei der Bob-Europameisterschaft 2015 in La Plagne. Neben Thorsten Margis waren hierbei die Anschieber Candy Bauer und Martin Grothkopp. Bei der Weltmeisterschaft 2015 in Winterberg gewann er als Anschieber von Francesco Friedrich die Goldmedaille im Zweierbob und wurde im Viererbob knapp vierter.
In der folgenden Saison 15/16 dominierte das Bobteam Friedrich die ersten drei Weltcups in beiden Disziplinen. Nach einer Verletzung des Piloten Francesco Friedrich beim Zweierweltcup in Whistler gelang dem Duo dennoch die Titelverteidigung bei der Weltmeisterschaft in Igls im Zweierbob. Im großen Schlitten wurde das Team mit 0,04 s Rückstand auf das Team um Pilot Oskars Melbardis Vizeweltmeister.
Beim Bob-Weltcup 2016/17 konnte der Pilot Francesco Friedrich den Gesamtsieg im Zweierbob erreichen. Bei fünf der acht Weltcupstationen war Thorsten Margis der Anschieber. Zur Erfolgsbilanz des Jahres 2017 gehören die Weltmeistertitel im Zweier- und Viererbob bei der WM in Königssee und die Goldmedaille im Zweierbob bei der Bob-Europameisterschaft 2017 in Winterberg – jeweils mit Pilot Francesco Friedrich. Bei den Olympischen Winterspielen 2018 in Pyeongchang konnten sich Margis und Friedrich im Zweierbob erstmals eine olympische Goldmedaille sichern. Die zeitgleichen Kanadier Kripps/Kopacz gewannen hierbei ebenfalls Gold.
Am 7. Juni 2018 wurde Thorsten Margis für seine sportlichen Leistungen bei den Olympischen Spielen 2018 von Bundespräsident Frank-Walter Steinmeier mit dem Silbernen Lorbeerblatt ausgezeichnet. Diese Auszeichnung erhielt er am 30. Mai 2022 erneut.
Bei den Olympischen Winterspielen 2022 in Peking gewann er Gold im Zweier- und Viererbob und war dann bei der Schlussfeier der Fahnenträger der deutschen Mannschaft.
Am 24. Februar 2022 wurde Margis gemeinsam mit seinem Teamkollegen Alexander Schüller feierlich in seiner Wahlheimat Halle (Saale) empfangen. Beide durften sich auf Einladung des Oberbürgermeisters Egbert Geier ins Goldene Buch der Stadt eintragen.
Am 5. Dezember 2024 wurde bekannt, dass Margis das Team seines langjährigen Piloten Friedrich verlässt und zukünftig für das Team um Johannes Lochner starten will.